# عرض توم وجيري الكوميدي
عرض توم وجيري الكوميدي (بالإنجليزية: The Tom and Jerry Comedy Show) المعروف أيضًا باسم مغامرات توم وجيري الجديدة هو مسلسل رسوم متحركة أمريكي من إنتاج فيلميشن لصالح شركة إم جي إم التلفزيونية ويضم ثنائي الرسوم المتحركة الشهير توم وجيري. تم بث العرض لأول مرة في 6 سبتمبر 1980 على قناة سي بي إس واستمر حتى 13 ديسمبر من نفس العام.  تمت إضافة حلقاته في النهاية إلى باقات توم وجيري الموزعة في عام 1983.  تظهر حلقات العرض أيضًا من حين لآخر على كرتون نتورك وبومرانغ.

## وصف
المسلسل هو الإصدار الخامس من سلسلة الرسوم المتحركة الشهيرة توم وجيري، والإنتاج الثاني المصمم للتلفزيون. تميز المسلسل بكونه المحاولة الأولى منذ إغلاق استوديو MGM في الخمسينيات من القرن الماضي لاستعادة الشكل الأصلي لفريق القط والفأر. بعد العرض المسرحي الأصلي لـ 114 حلقة قصيرة من المسلسل الذي أخرجه ويليام هانا وجوزيف باربيرا، تم تأجير الشخصيات إلى استوديوهات رسوم متحركة أخرى والتي غيرت التصميمات، وأزالت جميع الشخصيات الداعمة. تم إنتاج المسلسل التلفزيوني السابق، عرض توم وجيري، في عام 1975 بواسطة هانا وباربيرا في استوديو خاص بهما بموجب عقد مع مترو غولدوين ماير، ولكنه جعل القط والفأر صديقين في معظم الحلقات بسبب رد الفعل ضد العنف في الرسوم المتحركة. تمكنت هذه السلسلة من استعادة شكل مطاردة الكوميديا الصامتة المألوف، ولم تعد فقط سبايك وتايك ونبيلز (المسمى هنا "تافي")، ولكن ليس مامي تو شوز التي تم تقاعدها من الرسوم المتحركة في عام 1953 لتصويرها نموذجًا أصليًا لمامي.  تتكون الحلقات التي تبلغ مدتها نصف ساعة من حلقتين قصيرتين من توم وجيري في الجزأين الأول والثالث، بالإضافة إلى حلقة قصيرة واحدة من دروبي في الجزء الأوسط، وغالبًا ما تضم أيضًا بعض شخصيات الرسوم المتحركة الكلاسيكية الأخرى من إم جي إم مثل الدب بارني. تم استخدام سبايك من توم وجيري في العديد من حلقات دروبي أيضًا، ليحل محل " سبايك " البلدغ الآخر الذي أنشأه تيكس أيفري لأفلام دروبي القديمة، والذي لم يتم استخدامه كشخصية منفصلة هنا. تم أيضًا تضمين الذئب الشرير من السلسلة الكلاسيكية، وتم تسميته "الذئب الأنيق"، على الرغم من أن السلسلة تم إنتاجها بموجب رمز "ختم الممارسة الجيدة، فإن الشخصية الرئيسية من " Red Hot Riding Hood "، حيث ظهر الذئب لأول مرة، لن تظهر مرة أخرى.
يبدأ العرض بمشهد توم وهو يطارد جيري عبر شاشة صفراء فارغة. يستمرون في المطاردة، حيث يقوم جميع النجوم الآخرين ببناء علامة عملاقة "توم وجيري" (مشابهة لافتتاحية أبناء توم وجيري الثانية). يظهر لفترة وجيزة المنتجون التنفيذيون المعروفون لو شيمر ونورم بريسكوت بينما يطارد توم جيري أمام الشاشة، ويسقط الأشياء ويدهس الآخرين على طول الطريق. بعد تسلسل الافتتاح، تبدأ المقاطع الملتفة التي يستضيفها دروبي. كان يبدأ برسم الخلفية بأكملها بضربة فرشاة كبيرة واحدة، ثم يقوم هو والشخصيات المتحدثة الأخرى بالانخراط في اسكتشات كوميدية قصيرة (مثل قصيدة دروبي الافتتاحية في أحدها "الورود حمراء، والبنفسج أزرق، الرسم هو عملي، هذا ما أفعله؛ لطيف ورطب إلى حد ما").
بالإضافة إلى استخدام الرسوم المتحركة المحدودة، تميز العرض بموسيقى تصويرية محدودة للغاية؛ استخدمت جميع المقاطع القصيرة، سواء توم وجيري أو دروبي، نفس الموسيقى الأصلية، والتي تم إنشاؤها في الغالب جديدة للمسلسل ولكنها تتكون من عدد قليل فقط من الألحان المصنعة إلى حد كبير، إما مع اختلافات طفيفة أو تشغيلها بسرعات أو نغمات مختلفة. كان هذا يتطابق مع مشاهد المطاردة، لكنه أعطى الحلقات موسيقى تصويرية رتيبة للغاية، مما جعل هذه الحلقات "بارزة" للعديد من مشاهدي توم وجيري عندما تم بثها. في حين أن السلسلة الأصلية والسلسلة الثالثة التي كتبها تشاك جونز كانت لها نهايات مواتية لتوم في بعض الأحيان، إلا أن هذه السلسلة اتبعت السلسلة الثانية التي كتبها جين ديتش في عدم حصولها تقريبًا على "انتصارات" محددة لتوم. كما أن تصميم الشخصيات مشابه أيضًا لأفلام ديتش. عادةً ما تتضمن حلقات Droopy Slick وأحيانًا Spike باعتبارهم أعداء لـ Droopy. لعب بارني أدوارًا متنوعة، مثل كونه رئيس حارس استوديو الأفلام دروبي في "Star Crossed Wolf"، ورفيقًا مخيفًا لدروبي في منزل مسكون في "Scared-Bear".
تم تسمية العرض باسم عرض القط والمربى الكوميدي في فيلم رسوم متحركة. 

## طاقم صوتي
قام فرانك ويلكر ورئيس فيلميشن لو شيمر بتقديم الأصوات للحلقات الست الأولى. أدى ويلكر صوت سبايك، وتايك (في "جليسة الجراء"؛ كانت الشخصية صامتة في الأجزاء المحيطة بالمسلسل)، ودروبي، وسليك، وبارني، ومالك توم، وشخصيات أخرى. أدى شيمر صوت توم وجيري،  تافي (مما أعطاه صوتًا بالغًا عن طريق الخطأ، على الرغم من أن صوته بدا أعلى وطفوليًا بشكل مناسب في المقاطع التي سبقت "ليلة دروبي المضطربة"، و"آفة في الغرب"، و"الحصول على القدم"، و"الأم العجوز هوبارد" و"الموزيني العظيم")، وسليك في المقاطع التي سبقت "ليلة دروبي المضطربة"، و"غزو سارقي الفئران"، و"التدلي المذهل"، و"القط المتقلص المذهل"، و"عندما يصيح الديك" و"مدرسة القطط"، وبارني في المقاطع التي سبقت "آفة في الغرب"، و"التدلي المذهل"، و"البارون المنقوش يضرب مرة أخرى"، و"القط المتقلص المذهل"، و"عندما يصيح الديك"، و"مدرسة القطط" و"قط بايبر بايبر" و"القط المتقلص المذهل". "درووب"، "سبايك" في الأجزاء الملتفة قبل "غزو خاطفي الفئران"، "الدب الخائف" و"مدرسة القطط" و"مدرسة القطط"، وشخصيات أخرى. عندما ضرب إضراب نقابة ممثلي الشاشة، لم يتمكن ويلكر من مواصلة العمل، لذلك كان على شيمر أن يحل محله كممثل صوتي.   على الرغم من ذلك، ظل صوت ويلكر مسموعًا باعتباره دروبي من الحلقة السابعة فصاعدًا، وكذلك في الحلقات الثامنة والثانية عشرة والثالثة عشرة والرابعة عشرة باعتباره تافي، وسليك، وبارني وشخصيات أخرى. تم إضافة أصوات إضافية بواسطة ليندا غاري، آلان أوبنهايمر، ديان بيرشينج، جاي شيمر وآخرين.
- فرانك ويلكر - سبايك وتايك (الحلقات 1-6)، تافي (الحلقات 1-2، الحلقة 8)، دروبي، سليك (الحلقات 1-6، الحلقة 12، الحلقة 14)، الدب بارني (الحلقات 1-6، الحلقة 8)، أصوات إضافية (الحلقات 1-5، الحلقة 8، الحلقات 13-14) [11]
- لو شيمر (غير مذكور) - توم، جيري، سبايك (أجزاء من الحلقة، الحلقات من 6 إلى 15)، تافي، سليك (أجزاء من الحلقة، الحلقات من 7 إلى 15)، الدب بارني (أجزاء من الحلقة، الحلقة 4، الحلقات من 7 إلى 15)، أصوات إضافية
- ليندا غاري (غير مذكورة) - أصوات إضافية (الحلقات 1-2، الحلقة 14)
- جاي شيمر (غير مذكور) - أصوات إضافية (الحلقة 2، الحلقة 6، الحلقة 12)
- آلان أوبنهايمر (غير مذكور) - أصوات إضافية (الحلقة 3، الحلقة 5، الحلقة 14)
- ديان بيرشينج (غير مذكورة) - أصوات إضافية (الحلقة 6، الحلقة 10، الحلقة 12، الحلقة 14)

## الحلقات
| الرقم | العنوان                           | الكاتب                                      | تاريخ العرض الأصلي |
| --- | --------------------------------- | ------------------------------------------- | ------------------ |
| 1a | «وداعا أيها الفأر الحلو»          | جاك هانراهان & Steve Clark                  | 6 سبتمبر 1980      |
| في ليلة ممطرة، أثناء إزعاج جيري له، طرده توم. معتقدًا أنه ميت، خُدع توم ليعتقد أن جيري شبح. |                                   |                                             |                    |
| 1b | «ليلة دروبي المضطربة»             | Jack Hanrahan                               | 6 سبتمبر 1980      |
| Slick Wolf هو مشرف البناء في أحد المباني. دروبي وSpike هما عماله. يستمر Droopy في إيقاع Spike في مشاكل مع رئيسه طوال اليوم. ينام Droopy، وبينما هو نائم، يجعله Spike ينهي البناء. يأتي Slick في اليوم التالي ويهنئ Droopy، بينما يظل Spike عالقًا خلف جدار من الطوب.                                                                                             |                                   |                                             |                    |
| 1c | «فأر جديد في المنزل»              | Jack Hanrahan                               | 6 سبتمبر 1980      |
| يستخدم توم فأرة تحكم عن بعد (صوت فرانك ويلكر) لإغراء جيري وإيقاعه في الفخ، لكن خططه تأتي بنتائج عكسية ويطرده مالكه. |                                   |                                             |                    |
| 2أ | «حجز كثيف»                        | مايك جونز                                   | 13 سبتمبر 1980     |
| يطارد توم جيري في مكتبة حيث يحاول جيري إحداث ضوضاء لإيقاظ أمينة المكتبة الضخمة النائمة التي تدعى هيلدا (بصوت ليندا جاري) وطفل يدعى جونيور (بصوت لو شيمر)، الذي ترعاه هيلدا. |                                   |                                             |                    |
| 2ب | «ماترهورن دروبي»                  | تشارلي هاويل                                | 13 سبتمبر 1980     |
| يريد دروبي أن يصبح كلب إنقاذ. يتظاهر سليك وولف بأنه مالك مدرسة إنقاذ الكلاب، ويأخذ أمواله ويحاول قتله دون جدوى. |                                   |                                             |                    |
| 2c | «جليسة الجراء»                    | جاك هانراهان وستيف كلارك                    | 13 سبتمبر 1980     |
| 3أ | «القط الأكثر طلبًا»                | جاك هانراهان وستيف كلارك                    | 20 سبتمبر 1980     |
| سئم توم من لعب جيري به، فيترك المنزل. يحاول جيري جاهدًا استعادة توم قبل أن يتصل مالكه بمكافحة الآفات. |                                   |                                             |                    |
| 3ب | «الآفات في الغرب»                 | كوزلوف جونسون                               | 20 سبتمبر 1980     |
| دروبي سائق عربة تجرها الخيول. يحاول سليك وولف وسبايك عدة مرات سرقة العربة (ويرتدي سبايك ملابس نسائية بشكل متكرر لإيقاف العربة)، لكنهما لا ينجحان، وينتهي بهما المطاف في السجن. |                                   |                                             |                    |
| 3c | «القطة في الكمان»                 | جاك هانراهان وتوم مينتون                    | 20 سبتمبر 1980     |
| 4أ | «غزو لصوص الفئران»                | إيدي فيتزجيرالد                             | 27 سبتمبر 1980     |
| يخدع توم جيري ليعتقد أنه كائن فضائي سيفجر الأرض. ينتقم جيري بتفعيل سلاحه السري. |                                   |                                             |                    |
| 4ب | «التدلي المذهل»                   | كوزلوف جونسون                               | 27 سبتمبر 1980     |
| اخترع عالم شرقي مجنون (صوته فرانك ويلكر) مسدس أشعة غامض. ويخبر دروبي وبارني بير بحمايته من الناس. يجب على دروبي أن يحميه من الوقوع في الأيدي الخطأ باستخدام طريقة غير عادية إلى حد ما: صيغة جيكل وهايد. يحاول سليك وولف سرقته، لكن دروبي يظل يتحول إلى وحش كبير، الذي يضربه بعد ذلك. يحرر دروبي نفسه وبارني من فخ سليك، ويطارد سليك بعيدًا.                      |                                   |                                             |                    |
| 4c | «البارون المنقوش يضرب مرة أخرى»   | Coslough Johnson & Mike Joens               | 27 سبتمبر 1980     |
| يطارد توم جيري وهو يطير في طائرة نموذجية، ويدمر طائرة سبايك النموذجية الكبيرة في هذه العملية. |                                   |                                             |                    |
| 5a | «قطة تتقلص بشكل لا يصدق»          | Coslough Johnson & Mike O'Connor            | 4 أكتوبر 1980      |
| يحصل جيري على أداة تعديل الحجم الخاصة بعالم مجنون (صوت فرانك ويلكر) من أجل تقليص حجم توم وتكبير حجمه. |                                   |                                             |                    |
| 5ب | «الدب الخائف»                     | كوزلو جونسون                                | 4 أكتوبر 1980      |
| يستكشف دروبي وبارني منزلًا قديمًا بحثًا عن كنز. يقرر سليك وولف تخويفهم من خلال التنكر في هيئة شبح. |                                   |                                             |                    |
| 5ج | «عندما يصيح الديك»                | كوزلو جونسون                                | 4 أكتوبر 1980      |
| يستخدم جيري ديكًا تقطعت به السبل في السيرك (بصوت لو شيمر) لإيقاظ توم بوقاحة، لكنه يكشف عن نفسه بصياح مكثف. |                                   |                                             |                    |
| 6a | «مدرسة القطط»                     | Jim Mueller, Jack Hanrahan & Wendell Washer | 11 أكتوبر 1980     |
| يتم إرسال توم إلى مدرسة عسكرية للقطط، تحت تدريب سبايك. يجعل جيري تدريب توم القاسي عذابًا. |                                   |                                             |                    |
| 6b | «ديسكو دروبي»                     | Jack Hanrahan                               | 11 أكتوبر 1980     |
| يشارك دروبي في مسابقة ديسكو في ملهى Slipped Disco الليلي. خصمه هو الذئب المغرور، ورئيس الحفل هو سبايك. على الرغم من محاولات سليك العديدة للتغلب على دروبي، إلا أنه خسر المباراة وفاز دروبي. |                                   |                                             |                    |
| 6ج | «قطة مزمار القربة»                | Coslough Johnson                            | 11 أكتوبر 1980     |
| يتم إرسال توم للإمساك بجيري وتافي باستخدام الناي لإغرائهم، حتى يتمكن تافي من الإمساك به. |                                   |                                             |                    |
| 7أ | «تحت الستارة الكبيرة»             | Coslough Johnson                            | 18 أكتوبر 1980     |
| يشرك جيري توم في عرض سيرك ويشرع في جعل عرضه عرضًا خطيرًا ومذلًا. |                                   |                                             |                    |
| 7b | «رافعات الأخشاب»                  | Coslough Johnson                            | 18 أكتوبر 1980     |
| يتنافس Droopy و Slick Wolf ضد بعضهما البعض في سلسلة من الألعاب المتعلقة بالأخشاب. |                                   |                                             |                    |
| 7c | «جوفر إت، توم»                    | Jack Hanrahan & Steve Clark                 | 18 أكتوبر 1980     |
| يتم إرسال توم من قبل سيده للإمساك بجرذان الغوفر (بصوت لو شيمر) يأكل خضروات الحديقة، لكن جيري يحبط جهوده. |                                   |                                             |                    |
| 8أ | «معركة الثلوج»                    | جاك هانراهان وجيم مولر                      | 25 أكتوبر 1980     |
| في عشية عيد الميلاد، يتفوق توم وجيري على بعضهما البعض في حبس أحدهما خارج المنزل. |                                   |                                             |                    |
| 8ب | «الحصول على القدم»                | جاك هانراهان                                | 25 أكتوبر 1980     |
| دروبي وسليك وولف مصوران لصحيفة ديلي بوغل. تم تكليفهما بالتقاط صورة لبيج فوت (بصوت لو شيمر)، ويحاول سليك مخططات مختلفة لتخريب صور دروبي، بما في ذلك ارتداء ملابس نسائية في هيئة بيج فوت أنثى. ينتهي الأمر بدروبي بالحصول على صوره، ويلقي بيج فوت بسليك في الصحافة.                                                                                               |                                   |                                             |                    |
| 8ج | «كيتي هوك كيتي»                   | جاك هانراهان                                | 25 أكتوبر 1980     |
| في عام 1908، تم اختيار توم ليكون طيار الاختبار لطائرة الأخوين رايت (بصوت لو شيمر)، ولكن تم نسب الفضل إلى جيري في الرحلة الناجحة. |                                   |                                             |                    |
| 9أ | «تعايش، جيري الصغير»              | كوزلوف جونسون                               | 1 نوفمبر 1980      |
| يطارد توم جيري في مزرعة في تكساس، حيث يتسبب في إزعاج سبايك ويتورط في أحداث رعاة البقر. |                                   |                                             |                    |
| 9b | «الذئب ذو النجمة المتقاطعة»       | Jack Hanrahan                               | 1 نوفمبر 1980      |
| يحاول الذئب الماكر الدخول إلى استوديو أفلام في هوليوود يُعرف باسم Behemoth Studio، لكن حارس الأمن Droopy أحبط محاولته. |                                   |                                             |                    |
| 9c | «عيد ميلاد سبايك»                 | Jack Hanrahan                               | 1 نوفمبر 1980      |
| يستغل جيري توم، الذي تُرك لحراسة طعام حفلة سبايك، وبالكاد ينجو توم من مأزقه. |                                   |                                             |                    |
| 10أ | «لا يوجد سلام في المتحف»          | كوسلوف جونسون                               | 8 نوفمبر 1980      |
| يطارد توم جيري وتافي في متحف لاستعادة سمكته، لكن سبايك يواصل طرده. |                                   |                                             |                    |
| 10ب | «يوم في المخبز»                   | جاك هانراهان                                | 8 نوفمبر 1980      |
| يعمل دروبي وسبايك في مخبز يديره بارني. عندما يتم تكليفهما بصنع كعكة لنجمة سينمائية تدعى فرح وولفهاوند (صوت لو شيمر)، يتنافسان لتصميم أفضل كعكة. في النهاية، يسلم سبايك الكعكة إلى فرح، التي تفاجأت برؤية دروبي "داخل" الكعكة. |                                   |                                             |                    |
| 10c | «الفأر فوق ميامي»                 | Jack Hanrahan                               | 8 نوفمبر 1980      |
| يمنع سبايك توم من اصطياد جيري، لكن توم يحاول على أي حال ويرسل سبايك توم إلى منزله في منتصف الشتاء. |                                   |                                             |                    |
| 11a | «كلب طروادة»                      | Coslough Johnson                            | 15 نوفمبر 1980     |
| يستخدم جيري كلبًا آليًا لإخافة توم والوصول إلى الثلاجة. يحاول توم استخدام كلب طروادة للوصول إلى جيري، لكن الخطة تفشل. |                                   |                                             |                    |
| 11ب | «الفيلق الأجنبي دروبي»            | كوسلوف جونسون                               | 15 نوفمبر 1980     |
| يتم إرسال دروبي في مهمة خطيرة: يجب عليه تعقب الذئب في ملابس الشيخ! |                                   |                                             |                    |
| 11ج | «فطيرة في السماء»                 | جيم مولر                                    | 15 نوفمبر 1980     |
| يطارد توم الجائع جيري في موقع بناء، ويثبته سبايك. |                                   |                                             |                    |
| 12أ | «أنقذ هذا الفأر»                  | Coslough Johnson                            | 22 نوفمبر 1980     |
| أخت مالك توم (صوتها ديان بيرشينج) تخطئ في اعتبار جيري هامستر ولن تسمح لتوم بلمسه. |                                   |                                             |                    |
| 12b | «الأم العجوز هوبارد»              | Jack Hanrahan                               | 22 نوفمبر 1980     |
| دروبي في عالم القصص المصورة. تقوم ريد رايدنج هود (صوتها ديان بيرشينج) بتوصيل الطعام إلى منزل الجدة، ويحاول سليك وولف سرقة الطعام. يفشل دروبي في خداع سليك، ويذهب لزيارة جولديلوكس (صوتها ديان بيرشينج). تعيش مع ثلاثة غوريلات (مستأجرة من الدببة الثلاثة) (بصوت لو شيمر)، وبينما يبحث سليك عن طعام لسرقته، تعود الغوريلات وتطارده.                              |                                   |                                             |                    |
| 12ج | «ماذا تقول؟»                      | جاك هانراهان                                | 22 نوفمبر 1980     |
| 13أ | «سوبرستوكر»                       | كوزلوف جونسون                               | 29 نوفمبر 1980     |
| يطارد توم جيري في أحد المتاجر الكبرى من أجل حماية المنتجات الغذائية. وينتهي الأمر بهما إلى تدمير المكان. |                                   |                                             |                    |
| 13b | «تعويذة الحظ السعيد من دروبي»     | Coslough Johnson                            | 29 نوفمبر 1980     |
| يبيع سليك وولف لدروبي تعويذة حظ سعيد مقابل 5 دولارات. ويخبره سبايك أنها كانت في الحقيقة تعويذة حظ سعيد، ويحاول الاثنان طرقًا مختلفة لاستعادتها، وتفشل محاولاتهما في كل مرة. يعرض سبايك شراءها مرة أخرى مقابل 10 دولارات، ويبيعها دروبي له مرة أخرى. يرى سليك وسبايك بائعًا على الرصيف (صوت لو شيمر) يبيع حوالي 30 منها، ويطارد سليك سبايك لإهدار أموالهما.        |                                   |                                             |                    |
| 13c | «الموزيني العظيم»                 | Jack Hanrahan                               | 29 نوفمبر 1980     |
| ينضم جيري إلى السيرك باعتباره فنان الهروب موسيني مع توم كمشارك له في البطولة. يفقدان وظيفتيهما بعد أدائهما الأخير. |                                   |                                             |                    |
| 14a | «ابن عم جيري الريفي»              | Jack Hanrahan                               | 6 ديسمبر 1980      |
| يأتي ابن عم جيري المماثل له، ولكنه قوي (بصوت لو شيمر) لزيارته. ينسحب توم بعد أن أفسد ابن عم جيري حفل زفاف ابنة عشيقته بجرعة من الخنازير. |                                   |                                             |                    |
| 14b | «سرقة الماس الكبرى»               | Coslough Johnson                            | 6 ديسمبر 1980      |
| المفتش دروبي يبحث عن الماسة المسروقة. |                                   |                                             |                    |
| 14c | «عطل ميكانيكي»                    | Coslough Johnson                            | 6 ديسمبر 1980      |
| لقد أحضر مالك توم خادمة آلية (بصوت ليندا غاري)، والتي يستخدمها توم وجيري ضد بعضهما البعض حتى يخرج الأمر عن السيطرة. |                                   |                                             |                    |
| 15a | «فأر كونيتيكت في فلين الملك آرثر» | Coslough Johnson                            | 13 ديسمبر 1980     |
| يحلم توم بمطاردته مع جيري في سيناريو مهمة من العصور الوسطى. |                                   |                                             |                    |
| 15b | «سرقة القطار الكبرى»              | Jack Hanrahan                               | 13 ديسمبر 1980     |
| دروبي هو موظف البريد في قطار متجه إلى الغرب، ويتلقى طردًا لتسليمه إلى أحد البنوك. يسمع سليك وولف هذا، ويشرع في محاولة سرقته، معتقدًا أنه يجب أن يكون مالًا. بعد عدد من المحاولات، ينجح، لكن يتم القبض عليه من قبل الشريف. لا تحتوي الحزمة على نقود، بل ملصقات "مطلوب" لسليك وولف. يتلقى دروبي المكافأة على القبض عليه. ملاحظة: هذا هو الفيلم القصير الأخير لدروبي. |                                   |                                             |                    |
| 15c | «المرحلة ضربت»                    | Coslough Johnson                            | 13 ديسمبر 1980     |
| بسبب الغيرة من تقدير سبايك لموهبة جيري في الرقص، يحاول توم التدخل، لكنهما يستمران في أدائهما. |                                   |                                             |                    |

## وسائل الاعلام المنزلية
كانت حقوق عرض توم وجيري الكوميدي مملوكة في الوقت الحالي لشركة وارنر براذرز من خلال علامتها التجارية تورنر إنترتينمنت كو. ومع ذلك، بسبب الاستقبال السلبي للعرض والقضايا القانونية التي تتعلق باستعانة MGM بشركة Filmation (التي تملك DreamWorks Animation مكتبتها)،  ليس لدى شركة Warner Bros. أي خطط لإنتاج مجموعة أقراص DVD من العرض. ومع ذلك، ظهرت حلقة واحدة، "ابن عم جيري الريفي"، في مجموعة أقراص الفيديو الرقمية الخاصة بالذكرى السبعين في عام 2010.  في أواخر عام 2022، تم تضمين حلقة أخرى، "Snowbrawl"، كواحدة من الرسوم المتحركة الإضافية الثلاثة على قرص DVD Tom and Jerry: Snowman's Land.

## روابط خارجية
- عرض توم وجيري الكوميدي على موقع IMDb (الإنجليزية)
- عرض توم وجيري الكوميدي على موقع روتن توميتوز (الإنجليزية)
- عرض توم وجيري الكوميدي على موقع كينوبويسك (الروسية)
- عرض توم وجيري الكوميدي على موقع قاعدة بيانات الفيلم (الإنجليزية)